# خلف الأبواب المغلقة
خلف الأبواب المغلقة هو فيلم مغربي من إخراج محمد عهد بنسودة سنة 2014، وبطولة كل من زينب عبيد، كريم الدكالي، أمل عيوش، أحمد ساكية، عبد الله فركوس، وآخرون.

## القصة
تدور أحداث الفيلم حول مسألة التحرش الجنسي داخل الإدارات المغربية، من خلال شخصية «سميرة» التي تعيش حياة هادئة برفقة زوجها «محسن»، لكن حياتها ستنقلب إلى جحيم، بعد تغيير رئيسها المباشر في العمل بآخر غير سوي، يحاول التحرش بها بالرغم من كونها متزوجة وتعيش حالة من الاستقرار الأسري.
وهذا ما تسبب في انقلاب حياتها رأسا على عقب، بعد أن وجدت نفسها بين خيارين إما الانصياع لرغبات مدير الشركة أو الطرد من العمل، وذلك وسط غياب قانون يحدد معنى التحرش ويضمن حماية للنساء العاملات خلف الأبواب المغلقة.

## جوائز
حاز الفيلم على جائزة لجنة التحكيم في الدورة 46 من مهرجان هيوستن الدولي للفيلم، بولاية تكساس الأميركية، كما احتل المرتبة الأولى في لائحة الأفلام التي حققت أعلى المداخيل في القاعات السينمائية المغربية خلال التسعة أشهر الأولى من سنة 2014.
ويعد هذا أول فيلم مغربي يوزع ببلدان الخليج وبطلب منها، فقد اختير من طرف الإمارات والكويت وقطر وسلطنة عمان ليتم توزيعه بقاعاتها السينمائية. 
كما سبق للفيلم أن حصل على جوائز من مهرجانات عربية ودولية من بينها جائزة الخنجر الذهبي لسينما المرأة في إطار مهرجان مسقط بسلطنة عمان وجائزة أحسن سيناريو في مهرجان تريبون بالولايات المتحدة.

## انتقادات وملاحظات
لم يواكب نجاح الفيلم في اختبار القاعات ترحيبا نقديا من نفس الحجم، إذ اعتبر كثيرون أن الفيلم يتكئ على حساسية موضوعه لمراودة وتر الجمهور، وأنه أقرب إلى فيلم تلفزيوني منه إلى عمل سينمائي.
قصة بسيطة نمطية، ردود أفعال متوقعة، سرد خطي بلا توترات انتقالية فضلا عن السقوط في خطاب وعظي مباشر. تلك كانت بعض السمات التي أثرت على جمالية الفيلم.
كما أن القصة الرئيسية تجري في مكاتب زجاجية شفافة، لا شيء جرى خلف الزجاج الشفاف الفاصل بين مكاتب الشركة، ولا توجد أبواب مغلقة أصلا في الفيلم. هكذا تفقد الاستعارة جناحها الثاني: المستعار منه، تتسكع الكاميرا في مكان مكشوف لعشرات الموظفين. وهذا ما جعل التوتر والتشويق يقل.

## روابط خارجية
- الفيلم على موقع IMDB
- الفيلم على موقع africultures.com